# Franja Transversal del Norte
La Franja Transversal del Norte es una región de Guatemala limitada, al norte, por una línea imaginaria entre el Vértice de Santiago en Huehuetenango y Puerto Modesto Méndez en Izabal y, al sur, por La Mesilla en Huehuetenango y el Lago de Izabal. Comprende, de oeste a este, parte de los departamentos de Huehuetenango, Quiché, Alta Verapaz e Izabal. Tiene una superficie aproximada de 15 750 kilómetros cuadrados. En la región existen proyectos para explotar la riqueza de las tierras de la zona y la creación de una importante red vial para facilitar las explotaciones petroleras y mineras de ese país centroamericano.

## Orígenes

### Colonización belga de Izabal en 1844
En 1844, el distrito de Santo Tomás de Castilla en Izabal fue colonizado por la Comunidad de la Unión, patrocinada por la Compañía Belga de Colonización; el gobierno del Estado de Guatemala, dirigido por Rafael Carrera, había concedido el distrito de Santo Tomás a dicha compañía colonizadora a perpetuidad, por medio del decreto de la Asamblea Constituyente de Guatemala el 4 de mayo de 1843.
La colonia fracasó debido a lo inhóspito de la región y ya para 1850 los belgas se habían dispersado al interior de Guatemala.

### Colonización alemana de la Verapaz
| «En la Alta Verapaz a fines del siglo xix los finqueros alemanes llegaron a concentrar en sus manos las tres cuartas partes de la extensión total de los 8686 kilómetros cuadrados que tenía el territorio departamental. En este departamento llegó a tal grado la apropiación de tierras y hombres por los empresarios agrarios alemanes, que un jefe político constató que los campesinos desaparecían de sus pueblos de la noche a la mañana, huyendo de los finqueros.» —Julio Castellanos Cambranes |

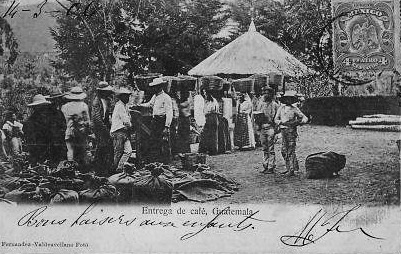
Entrega del café en una finca de alemanes.

En la segunda mitad del siglo xix, el presidente Justo Rufino Barrios (1835-1885) comenzó la adjudicación de tierras de la Verapaz a agricultores alemanes. Los alemanes establecieron una colonia en Alta Verapaz gracias a generosas concesiones otorgadas también por los presidentes liberales Manuel Lisandro Barillas Bercián, José María Reyna Barrios y Manuel Estrada Cabrera. La inmigración alemana en Guatemala empezó con Rodolfo Dieseldorff, en 1863; tras él vinieron grupos de inmigrantes alemanes eran en su mayoría jóvenes que aprendieron el idioma q'eqchi, y varios de ellos se mezclaron con algunas mujeres indígenas. En Cobán, se centró una gran comunidad de alemanes que llegaron a dominar las tierras del cultivo del café; a sus trabajadores se les pagaba con monedas acuñadas por cada propietario, además de que sólo podían comprar en la despensa de la finca, con lo cual el patrono obtenía una segura ganancia extra.
El Decreto 170 (o Decreto de Redención de Censos) facilitó la expropiación de las tierras a los indígenas en favor de los alemanes, al propiciar la venta en pública subasta de las tierras comunales.  Desde esta época, la principal actividad económica fue la agroexportadora, especialmente de café, banano y cardamomo. La propiedad comunal, dedicada a cultivos de subsistencia y que había sido conservada por el gobierno del general Rafael Carrera, se convirtió en propiedad privada dirigida al cultivo y comercialización a gran escala de productos agrarios. Por tanto, las características fundamentales del sistema productivo fueron desde esa época la acumulación de la propiedad en pocas manos, y una especie de «servidumbre de finca», basada en la explotación de los «mozos colonos» legalizado con el Reglamento de Jornaleros.
Los alemanes se organizaron en una comunidad muy unida y solidaria, realizando actividades sociales en el Club Alemán o Deutsche Verein, en Cobán, fundado en 1888. En sus inicios, este grupo solo estaba compuesto por socios germanos. El lugar fue remodelado y equipado para dar un ambiente agradable, donde los alemanes se sintieran como en su país. Contaba con una biblioteca, con libros y revistas donados por quienes viajaban a Alemania. Tras la expulsión de los alemanes durante la Segunda Guerra Mundial el club se convirtió en la Sociedad de Beneficencia.
A finales de la década de 1890, la esposa del arqueólogo inglés Alfred Percival Maudslay describió así a los alemanes en la Verapaz: «Existe una proporción mucho mayor de extranjeros en Cobán que en cualquier otro pueblo de la República: la inmensa mayoría son alemanes dedicados a las plantaciones de café, y unos cuantos dedicados a la ganadería y a otras industrias; aun cuando se escuchan algunas quejas por el aislamiento por los problemas con los trabajadores y el mantenimiento de las casas, me parece que son muy afortunados desde el punto de vista comercial dada la gran reputación que tiene el café de la Verapaz en el mercado, y la gran importancia comercial que su industria y visión han traído a la región; y, desde el punto de vista personal, son afortunados de disfrutar de un clima delicioso en el que pueden criar a sus hijos de mejillas sonrosadas con salud y fortaleza, todo en los confines de una vida que es medio tropical y medio europea. Hay muy pocos hoteles o fondas, pero la hospitalidad de los extranjeros residentes es magnífica».
Dieseldorff formó un complejo de haciendas a lo largo de tres periodos: entre 1890 y 1898 adquirió las haciendas Seacté, Chiachal, Chascar, Secac-Ulpan, Santa Margarita, Paijá, Panzal y El Salto; entre 1898 y 1910 se hizo de las haciendas Raxpec, Santa Cecilia, Cubilgüitz, Chamcarel y Sacchicagua de Secol, San Diego-Yalpemech, Chichochoc, Chichaíc de Santa Margarita, Pocolá y Río Frío; y, después de 1924, adquirió las haciendas Sachamach, Tzimajil, Raxahá y Chiquixjí. Al mismo tiempo, Dieseldorff se fue haciendo de muchas parcelas indígenas y, para utilizar al máximo las instalaciones de su beneficio de café e incrementar el volumen de sus exportaciones, compraba café en cereza a los pequeños productores de la región de San Pedro Carchá mediante habilitaciones o adelantos de dinero, y también recibía café en pergamino de otros cafetaleros como Sterkel Hermanos, para procesarlo en oro.
Para 1900, Dieseldorff ya había establecido un verdadero emporio del café en la Verapaz. Asimismo, se convirtió en un influyente directivo de la Compañía de Transporte del Norte, de la Sociedad Agrícola y de la Compañía del Ferrocarril de la Verapaz. Al mismo tiempo, continuó haciendo diferentes estudios sobre arqueología maya, etnología y botánica, mostrando especial interés en coleccionar manuscritos históricos k'eqchie's, que fue una de las actividades científicas que lo distinguió. El «barón del café» —como se le apodaba a Dieseldorff— fue un hombre que influyó de manera beligerante en la política regional y nacional, incluso llegó a definir algunas de las políticas de trabajo y reorganización del agro guatemalteco.
En 1935, Juan Schlatermund fue el encargado del comité para la fundación del Colegio Alemán o Deutsche Schule en Cobán. Para los niños que vivían en fincas lejanas se instaló, en 1936, dormitorios y comedor. En el primer año hubo doce estudiantes, el siguiente fueron treinta. Julio Justin fue el primer director. El establecimiento educativo alcanzó a tener sesenta estudiantes antes de que lo clausuraran en 1941.
Años después, algunas fincas tenían sus escuelas, donde estudiaban los hijos de los alemanes (patronos) con los hijos de los keqchíes (trabajadores). Hans Droege, descendiente alemán, estudió en la escuela de la finca La Contanza, después continuó sus estudios en el Colegio Alemán de la capital y siguió agronomía en una universidad alemana; al terminar volvió a Guatemala. A los alemanes se les permitió la doble nacionalidad, los hijos de alemanes podían ser guatemaltecos por nacer y vivir allí sin perder el ser alemanes por parte de sus padres.

#### Durante el Tercer Reich y la Segunda Guerra Mundial

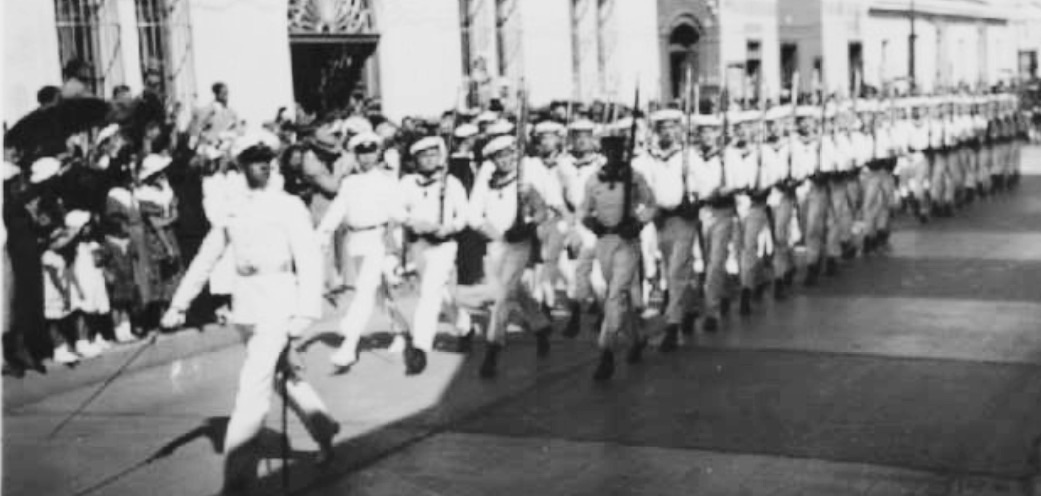
Marineros alemanes desfilando en la Ciudad de Guatemala durante un viaje de buena voluntad en 1936.

Durante el gobierno del Tercer Reich (1933-1945) en Alemania, en Guatemala había rumores que suponían que los alemanes en la Verapaz querían establecerse como una «nueva Alemania» con la política nacional socialista de Hitler. Los alemanes habían adquirido terrenos, manzanas, casas y fincas gracias a las concesiones de los presidentes liberales que gobernaron de 1885 a 1920 en Guatemala, y gozaron de privilegios durante el gobierno dictatorial del general Jorge Ubico, quien era simpatizante de las políticas fascistas de Benito Mussolini en Italia, Francisco Franco en España y del nazismo de Hitler en Alemania.
Un incidente que afectó la existencia de la comunidad alemana verapacense fue cuando el Tercer Reich pidió votar a sus ciudadanos sobre la anexión de Austria a Alemania: un barco alemán ancló en Puerto Barrios para efectuar la actividad y quienes asistieron fueron «fichados» como simpatizantes del régimen nazi de Adolfo Hitler.
La tensión se incrementó cuando se inició la Segunda Guerra Mundial entre Alemania, Francia y Reino Unido en 1939 con la invasión alemana a Polonia y llegó a un punto crítico cuando Japón, aliado de los alemanes, atacó la base militar estadounidense de Pearl Harbor en Oahu, Hawái el 7 de diciembre de 1941; cuando los Estados Unidos ingresaron a la guerra, obligaron al presidente Jorge Ubico a expulsar a los alemanes de Guatemala e intervenir todas sus propiedades. Los Estados Unidos tenían una fuerte influencia en el gobierno guatemalteco, gracias a las concesiones otorgadas a las empresas norteamericanas, como la United Fruit Company que tenía el monopolio de la exportación de banano y por el que prácticamente no pagaba impuestos a Guatemala, y el transporte por ferrocarril por medio de su subsidiaria International Railways of Central America (IRCA). La frutera era la que sostenía al gobierno de Ubico siguiendo las directrices de la política estadounidense para la región, que se había iniciado con el presidente Teddy Roosevelt durante las negociaciones con Colombia para la construcción del Canal de Panamá en 1903. Los alemanes varones se vieron obligados a abandonar Guatemala e ingresar a las filas del ejército alemán.

### Tras el derrocamiento de Jacobo Árbenz
Tras la contrarrevolución de 1954, el gobierno guatemalteco creó el Consejo de Planificación Económica (CNPE) y empezó a utilizar estrategias de libre mercado, asesorado por el Banco Mundial y la Administración de Cooperación Internacional (ICA) del gobierno de los Estados Unidos. El CNPE y la ICA crearon la Dirección General de Asuntos Agrarios (DGAA), la cual se encargó de desmantelar y anular los efectos del Decreto 900 de Reforma Agraria del gobierno de Jacobo Árbenz Guzmán.  En 1959, se aprobó el decreto ley 1286 que creó la Empresa Nacional de Fomento y Desarrollo Económico del Petén (FYDEP), dependencia de la Presidencia de la República, y que se encargaría del proceso colonizador del departamento de Petén; en la práctica, el FYDEP estuvo dirigido por militares y fue una dependencia del Ministerio de la Defensa; paralelamente, la DGAA se encargó de la faja geográfica que colindaba con el límite departamental de Petén y las fronteras de Belice, Honduras y México, y que con el tiempo se llamaría Franja Transversal del Norte (FTN).

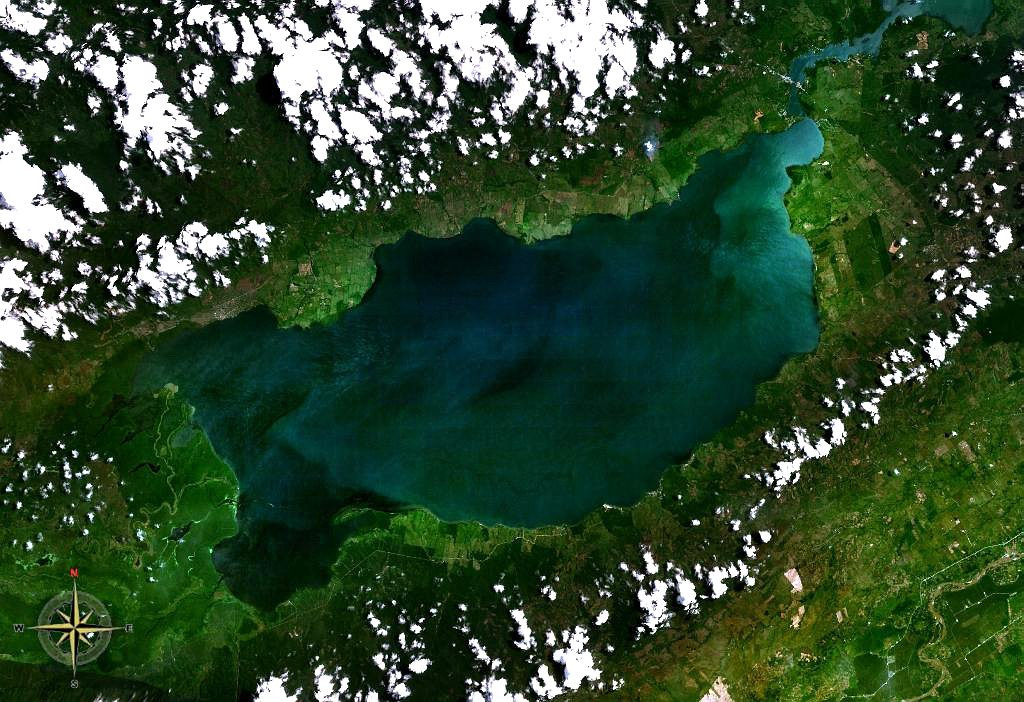
Lago de Izabal en Guatemala. Originalmente, era el límite de la Franja Transversal del Norte al este de Guatemala.

El primer proyecto colonizador en la FTN fue el de Sebol-Chinajá, en Alta Verapaz. Sebol, en ese entonces, era considerado como un punto estratégico y vía fluvial a través del río Cancuén, que comunicaba con Petén hasta el río Usumacinta en la frontera con México y la única carretera que existía era la de terracería que construyó el presidente Lázaro Chacón en 1928.  En 1958, durante el gobierno del general Miguel Ydígoras Fuentes el Banco Interamericano de Desarrollo (BID) financió proyectos de infraestructura en Sebol.  En 1960, el entonces capitán del Ejército de Guatemala Fernando Romeo Lucas García heredó las fincas «Saquixquib» y «Punta de Boloncó» al nororiente de Sebol, Alta Verapaz, con una extensión de 15 caballerías cada una. En 1963 compró la finca «San Fernando» en El Palmar de Sejux con una extensión de 8 caballerías, y finalmente compró la finca «Sepur», cercana a «San Fernando», con una extensión de 18 caballerías.  Durante estos años fue diputado en el congreso de Guatemala y cabildeó para impulsar la inversión en esa zona del país.
En esos años, la importancia de la región estaba en la ganadería, la explotación de maderas preciosas para exportación y la riqueza arqueológica. Contratos madereros se dieron a empresas trasnacionales, como la Murphy Pacific Corporation de California, que invirtió 30 millones de dólares para la colonización del sur de Petén y Alta Verapaz, y formó la Compañía Impulsadora del Norte, S.A. La colonización del área se hizo por medio de un proceso por el que se otorgaban tierras en zonas inhóspitas de la FTN a campesinos.
En 1962, la DGAA se convirtió en el Instituto Nacional de Transformación Agraria (INTA), por el decreto 1551 que creó la ley de Transformación Agraria. En 1964, el INTA definió la geografía de la FTN como la parte norte de los departamentos de Huehuetenango, Quiché, Alta Verapaz e Izabal y ese mismo año sacerdotes de la orden Maryknoll y de la Orden del Sagrado Corazón iniciaron el primer proceso de colonización, junto con el INTA, llevando a pobladores de Huehuetenango al sector de Ixcán en Quiché.

## Creación de la franja y descubrimiento de su potencial petrolero

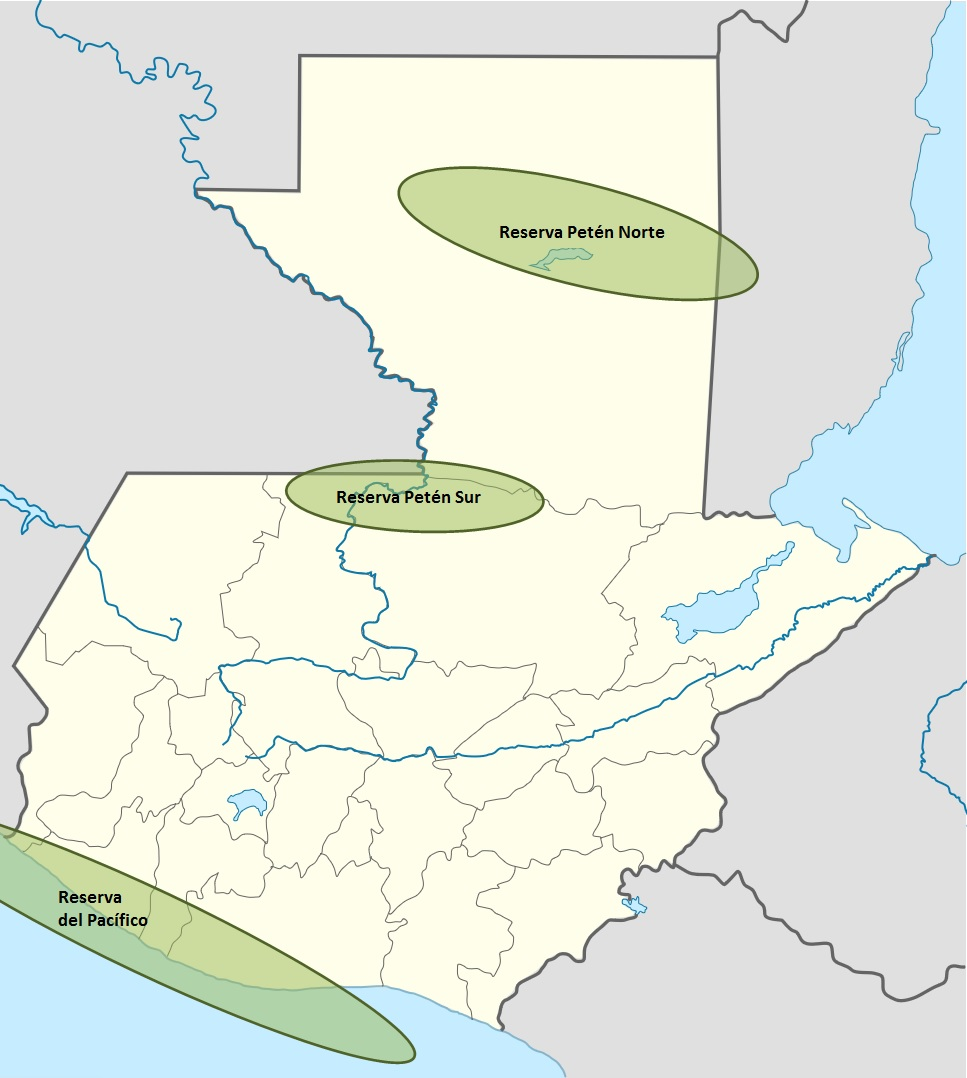
Reservas petroleras de Guatemala.

La Franja Transversal del Norte fue creada oficialmente durante el gobierno del general Carlos Arana Osorio en 1970, mediante el Decreto 60-70 en el Congreso de la República, para el establecimiento de desarrollo agrario.  En 1971 se desalojó a los indígenas q'eqchí's del área de Cancuén, en el sur de Petén y al norte de Chisec, porque se consideraba que poseía petróleo.
Desde 1974, se venía explotando crudo comercialmente en las cercanías de la FTN a raíz de los descubrimientos realizados por las petroleras Basic Resources y Shenandoah Oil, que operaban conjuntamente en el campo petrolero de Rubelsanto, Alta Verapaz. En 1976, cuando el presidente Laugerud García llegó a visitar la cooperativa Mayalán en el sector de Ixcán, Quiché —el cual se había poblado apenas diez años antes— dijo: «Mayalán está asentada en la cima del oro», dejando entrever que la Franja Transversal del Norte ya no sería dedicada a la agricultura ni al movimiento cooperativista, sino que sería utilizada por objetivos estratégicos de explotación de recursos naturales. Tras esa visita presidencial, ambas compañías petroleras realizaron exploraciones en tierras de Xalbal, muy cerca de Mayalán en el Ixcán, donde perforaron el pozo «San Lucas» con resultados infructuosos. Esas exploraciones, que abrieron el camino para futuros experimentos petroleros en Ixcán, y el resto de la FTN, también fueron el principal motivo para la construcción de la carretera de terracería que recorre la Franja. Shenandoah Oil, el Instituto Nacional de Transformación Agraria (INTA) y el Batallón de Ingenieros del Ejército construyeron ese corredor entre 1975 y 1979, permitiendo así que políticos, militares y empresarios poderosos de la época se adueñaran de la mayoría de las tierras con riqueza maderera y petrolera.
Altos oficiales guatemaltecos se convirtieron entonces en grandes terratenientes e inversionistas aprovechando las políticas de traslado de campesinos, acceso a información privilegiada, ampliación del crédito público y grandes proyectos de desarrollo; el Ejército entró en el mundo de los negocios con el Banco del Ejército, fondos de pensión y otros.

### Participación de Fernando Romeo Lucas García en la FTN
En 1977, cuando dejó el cargo de ministro de la Defensa para dedicarse a su campaña presidencial, el general Fernando Romeo Lucas García también pasó a desempeñar el cargo de coordinador del megaproyecto de la Franja Transversal del Norte, cuyo objetivo principal era incorporar a la producción de Guatemala las tierras de esa vasta zona y la creación de una importante red vial para facilitar las explotaciones petroleras.  El manejo de ese proyecto le permitió a Lucas García un mayor conocimiento e interrelación con las compañías transnacionales, y un incremento de sus intereses económicos personales en la zona, ya que su familia poseía tierras en la zona de Franja y tenía relaciones económicas comerciales al menos con la compañía Shennadoah Oil.

### Caso Cuchumaderas
En 1977 la municipalidad de San Mateo Ixtatán había firmado un contrato con la empresa Cuchumadera para el «saneamiento, reforestación, mantenimiento y explotación de los bosques, basados en la urgente necesidad de aprovechar y mantener los recursos naturales atacados por el gorgojo del pino». Al enterarse del trato entre la municipalidad y la empresa, los pobladores de la localidad obligaron a las autoridades a realizar un cabildo abierto y explicar las características del compromiso; cada uno de los miembros de la corporación municipal dio su información, evidenciándose contradicciones que condujeron a que en esa misma sesión renunciara el alcalde. Pese a las amenazas que recibieron algunos vecinos de San Mateo, estos organizaron un comité local para defender el bosque, iniciando una demanda legal contra la empresa. Como consecuencia, el proceso de extracción del bosque quedó detenido.
Cuchumaderas estaba estrechamente relacionada con los intereses de la cúpula militar que detentaba el poder político en la década de 1970, y que se extendía a todo lo largo del territorio definido de la FTN. La riqueza forestal de San Mateo Ixtatán le hacía blanco de los intereses económicos en la Franja Transversal del Norte. Ronald Hennessey, párroco de San Mateo Ixtatán durante la Guerra Civil de Guatemala arribó en octubre de 1980, en medio de la lucha del pueblo mateano contra la presencia de Cuchumaderas y sus negocios y acusó en sus escritos como socios de Cuchumaderas a Lucas García, quien aún era director de la FTN cuando Cuchumaderas se fundó, el general Otto Spiegler Noriega, quien era el jefe del Estado Mayor del Ejército y luego sería ministro de la Defensa de Lucas García; Jorge Spiegler Noriega, gerente del Instituto Nacional Forestal (INAFOR), y el entonces coronel Rodolfo Lobos Zamora, comandante de la Zona Militar de Quiché. Sin embargo, investigaciones posteriores en el Registro Mercantil, mostraron que el propietario de la empresa era una persona diferente: era el ingeniero Fernando Valle Arizpe, conocido por haber sido esposo de la periodista Irma Flaquer hasta 1965. Valle Arizpe había desarrollado relaciones estrechas con altos funcionarios o allegados al gobierno de Lucas García, especialmente Donaldo Álvarez Ruiz, el ministro de Gobernación.
Durante su gobierno (1 de julio de 1978-23 de marzo de 1982) el Batallón de Ingenieros del Ejército construyó el tramo Cadenas (Petén/Izabal)-Fray Bartolomé de las Casas.
Tras el derrocamiento de Lucas García el 23 de marzo de 1982, subió al poder un triunvirato militar encabezado por el general Efraín Ríos Montt y compuesto por los coroneles Horacio Maldonado Shaad y Francisco Gordillo. El 2 de junio de 1982, periodistas internacionales le realizaron una entrevista a Ríos Montt, quien dijo lo siguiente referente gobierno de Lucas García y la Franja Transversal del Norte:
| 1. ¿Cuáles fueron las causas del golpe de estado? Hubo muchas causas; había llegado a tal forma de descomposición el gobierno que él mismo estaba cortándose sus raíces; ya no tenía raíces ni en el pueblo ni en las instituciones. Como consecuencia se cayó; así, simple y llanamente. 2. ¿Había corrupción en el gobierno anterior? Tengo entendido que muchísima corrupción. Se llegó a tal grado con la corrupción que, siendo Guatemala un país con grandes reservas económicas, en dos años se acabaron las reservas económicas; y además dejaron hipotecado todo el país con las grandes construcciones que hicieron, como anillos periféricos que realmente no tenían ningún concepto de planificación desde el punto de vista de tránsito y de tráfico. 3. Durante el gobierno de Lucas García había muchos proyectos sociales, mucho más que en gobiernos anteriores, excepto en los gobiernos revolucionarios (1944-1954). ¿Cómo va a ser diferente este gobierno? No fue Lucas García sino que el gobierno en sí; ellos dieron parcelas a las orillas de la Transversal del Norte, para sacar (a los campesinos) de los terrenos en donde había petróleo. Después dieron tierras porque compraron tierras para quedarse con el dinero de la venta de fincas. Había unos terrenos de un determinado dueño, y agarró a esa gente y la tiró a lo largo de la Transversal del Norte, por eso hicieron la carretera a la Transversal del Norte: para paliar nada más la protesta de esta gente que fue sacada de sus terrenos, en donde había petróleo. |

## Impacto de la guerra civil en la franja

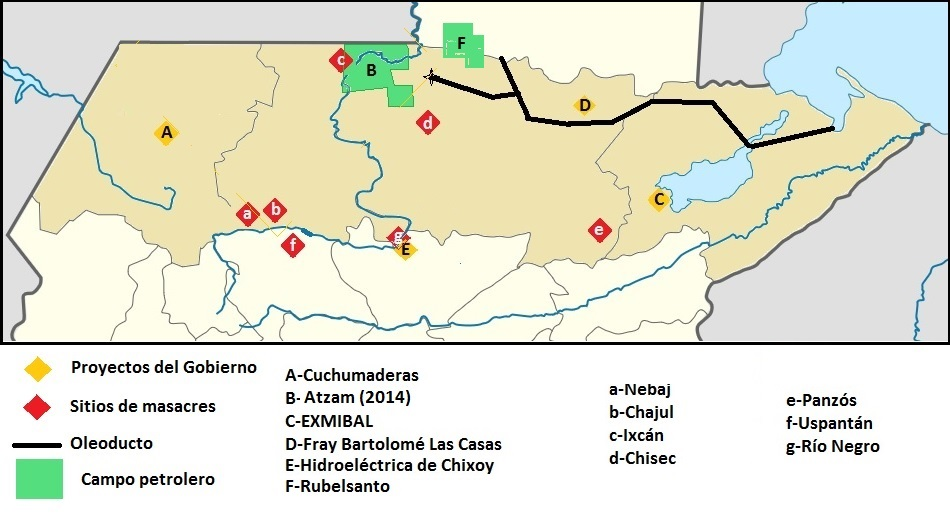
Mapa que muestra la ubicación de los más importantes proyectos que el gobierno guatemalteco estaba ejecutando en la Franja Transversal del Norte, y los lugares en donde ocurrieron masacres en la misma región.

### El Ejército Guerrillero de los Pobres
El 19 de enero de 1972 penetraron en Ixcán, desde México, miembros de un nuevo movimiento guerrillero guatemalteco y en 1973, luego de una incursión exploratoria en la cabecera municipal de Cotzal, donde fueron aceptados por muchos campesinos, el grupo insurgente decidió establecer un campamento clandestino en las montañas de Xolchiché, municipio de Chajul.
En 1974 el grupo insurgente realizó la primera conferencia guerrillera, en la que definió su estrategia de acción para los meses siguientes y se autodenominó Ejército Guerrillero de los Pobres (EGP). En 1975 la organización se había extendido por todo el ámbito de las montañas de la zona norte de los municipios de Nebaj y Chajul. Como parte de su estrategia el EGP acordó ejecutar actos notorios que simbolizaran el establecimiento de una «justicia social» frente a la ineficacia de los órganos del Estado. Consideraban, asimismo, que con esas acciones la población indígena y campesina de la región se identificaría con el movimiento insurgente, motivando así su incorporación a sus filas. El grupo acordó realizar «ajusticiamientos» contra aquellas personas de las que se quejaba la población.  Así, por ejemplo, seleccionaron a dos víctimas: Guillermo Monzón, quien era comisionado militar del Ixcán  y José Luis Arenas, el mayor terrateniente del área del Ixcán que había sido denunciado ante el EGP por presuntamente tener conflictos de tierra con las poblaciones vecinas y por cometer abusos contra sus trabajadores.
El sábado 7 de junio de 1975, José Luis Arenas fue asesinado por desconocidos cuando se encontraba en las instalaciones de la oficina de la finca «La Perla», para pagar el salario quincenal a los trabajadores. Frente a la oficina se encontraban, aproximadamente, entre doscientas y trescientas personas para recibir su pago y cuatro miembros del EGP se mezclaron entre los campesinos reunidos frente a las oficinas. Posteriormente, los guerrilleros destruyeron el radio de comunicación de la finca. Luego de haber ejecutado a José Luis Arenas los miembros de la guerrilla se dirigieron en idioma ixil a los campesinos, informándoles que eran miembros del Ejército Guerrillero de los Pobres y que habían matado al «Tigre de Ixcán».  Solicitaron que prepararan bestias para auxiliar a los heridos y que fueran transportados a Chajul para que recibieran asistencia médica. Después, los atacantes huyeron en dirección a Chajul.
El hijo de José Luis Arenas, que se encontraba en la finca San Luis Ixcán, se refugió en una montaña cercana, en espera de que llegara una avioneta para trasladarlo a la capital, con el objeto de denunciar inmediatamente el hecho ante el ministro de la Defensa. El ministro de la Defensa le respondió: «Usted está equivocado, en el área no hay guerrilla».

### Masacre de Panzós
Localizado también en la Franja Transversal del Norte, el valle del río Polochic estuvo habitado desde tiempos remotos por población kekchí y pokomchí. En la segunda mitad del siglo xix, el presidente Justo Rufino Barrios (1835-1885) comenzó la adjudicación de tierras de la zona a agricultores alemanes.
En 1951, se promulgó la ley de reforma agraria que expropiaba tierras ociosas de manos privadas, pero en 1954, con el golpe de Estado apoyado por Estados Unidos del Movimiento de Liberación Nacional, la mayoría de las tierras fueron expropiadas, y adjudicadas a los antiguos terratenientes. Flavio Monzón fue nombrado alcalde municipal y en los siguientes veinte años se convertiría en uno de los más grandes terratenientes de la zona. En 1964, varias comunidades asentadas durante décadas en la orilla del río Polochic reclamaron títulos de propiedad al INTA, creado en octubre de 1962. Sin embargo, las tierras fueron adjudicadas a Flavio Monzón. Un campesino maya de Panzós afirmó que Flavio Monzón «sacó las firmas de los ancianos para ir a pedir las tierras al INTA. Cuando volvió, reunió a la gente y dijo que, por equivocación del INTA, la tierra había salido a su nombre». A lo largo de los años setenta, los campesinos de Panzós siguieron reclamando al INTA la regularización de la propiedad de las tierras. Recibían asesoría legal de la FASGUA (Federación Autónoma Sindical de Guatemala), organización que apoyaba las reivindicaciones campesinas mediante procedimientos legales. Sin embargo, ningún campesino recibió el título de propiedad. Unos obtuvieron promesas, otros, títulos de propiedad provisionales, y también los hubo que sólo recibieron permisos para sembrar. Los campesinos empezaron a sufrir desalojos de sus tierras por parte de finqueros, militares y autoridades locales a favor de los intereses económicos de la compañía Explotaciones Mineras de Izabal (EXMIBAL), además de la explotación minera de otros minerales por la empresa Transmetales S.A.
En 1978 se instaló un destacamento militar a pocos kilómetros de la cabecera municipal de Panzós, en un lugar conocido como Quinich. En esta época progresó la capacidad de organización de los campesinos, a través de los comités que reivindicaban la titulación de las tierras, fenómeno que preocupó al sector terrateniente. Algunos de estos propietarios ―entre los que se encontraba Flavio Monzón― afirmaron: «Varios campesinos residentes en las aldeas y caseríos quieren incendiar la población urbana con fines de invadir propiedades privadas», y solicitaron protección al gobernador de Alta Verapaz.
El 29 de mayo de 1978, para insistir en el reclamo de la tierra y manifestar el descontento ocasionado por los actos arbitrarios de los terratenientes y de las autoridades civiles y militares, campesinos de las aldeas Cahaboncito, Semococh, Rubetzul, Canguachá, Sepacay, finca Moyagua y barrio La Soledad, decidieron realizar una manifestación pública en la plaza de Panzós. Cientos de hombres, mujeres, niños y niñas indígenas se dirigieron a la plaza de la cabecera municipal de Panzós, cargando sus instrumentos de trabajo, machetes y palos. Una de las personas que participó en la manifestación afirma: «La idea no era pelear con nadie, lo que se pedía era la aclaración de la situación de la tierra. La gente venía de varios lugares y no tenían armas de fuego».
Hay distintas versiones sobre cómo se inició el tiroteo. Unos afirman que comenzó cuando «Mamá Maquín» empujó a un soldado que le impedía el paso; otros sostienen que se produjo debido a que la gente empujaba tratando de entrar en la municipalidad, lo que fue interpretado por los soldados como una agresión. El alcalde de la época, Walter Overdick, sostuvo que «la gente del medio del grupo empujó a los que estaban adelante». Un testigo afirma que uno de los manifestantes le quitó el arma a un soldado pero que no la usó, por no saber hacerlo. Varios declarantes sostienen que un militar gritó: «¡Uno, dos, tres, fuego!». En efecto, el teniente que dirigía a la tropa dio las órdenes para disparar contra la gente reunida.
Los disparos, que sonaron durante unos cinco minutos, fueron hechos por las armas de reglamento que portaban los militares, así como las tres metralletas ubicadas a las orillas de la plaza. Varios campesinos hirieron con machetes a varios soldados. Ningún soldado fue herido por arma de fuego. La plaza quedó cubierta de sangre.
De inmediato, el Ejército cerró las principales calles de acceso, a pesar de lo cual un declarante cuenta que «los indígenas salieron despavoridos». Un helicóptero del Ejército sobrevoló el pueblo antes de recoger a los soldados heridos.

### Escalamiento de la violencia y política de «Tierra Arrasada»
Después del «ajusticiamiento» de José Luis Arenas la población de las aldeas de Ilom, Ixtupil, Sajsivan y Sotzil, vecinas de la finca La Perla y anexos, incrementó su apoyo al nuevo movimiento guerrillero, debido fundamentalmente al conflicto de tierras que los campesinos mantenían con los propietarios de la finca desde hacía varios años y a que la ejecución fue vista como un acto de «justicia social».
El asesinato del propietario de la finca «La Perla», ubicada en el municipio de Chajul, dio lugar al escalamiento de violencia en la zona: parte de la población se acercó más a la guerrilla, mientras que otra parte de los habitantes de Ilom no se adscribió a ella, y muchos se mantuvieron fuera de la insurgencia. En 1979 los dueños de la finca «La Perla» establecieron vínculos con el Ejército y por primera vez un destacamento militar fue instalado dentro de la finca; en esta misma finca se constituyó la primera Patrulla de Autodefensa Civil del área. El alto mando del Ejército, por su parte, se sintió muy satisfecho con los resultados iniciales de la operación y se convenció de haber tenido éxito en la destrucción de la mayoría de la base social del EGP, con lo que buscaba expulsar a este del «Triángulo Ixil». En esta época la presencia del EGP en la zona disminuyó de forma significativa debido a las acciones represivas del Ejército. El Ejército formuló su concepto de «enemigo» sin que este incluyera necesariamente la noción de combatiente armado; a los oficiales que ejecutaron el plan se les instruyó para destruir todos los poblados que cooperaran con el EGP y eliminar todas las fuentes de resistencia. Las unidades del Ejército que operaron en el «Triángulo Ixil» pertenecían a la Brigada Mariscal Zavala, acantonada en ciudad de Guatemala. Por otra parte, aunque la guerrilla no intervino directamente cuando el Ejército atacaba a la población civil, sí sugirió apoyar algunas estrategias de supervivencia. Agilizó, por ejemplo, los «planes de emergencia». Estos consistían en impartir instrucciones para la evacuación de la comunidad en supuestos de que se produjeran incursiones militares. La mayoría de la población empezó a participar en estos planes cuando constató que representaban su única alternativa ante la represión militar.
Desde finales de 1981, el Ejército aplicó la denominada estrategia de «tierra arrasada» en Quiché, para eliminar el soporte social de la guerrilla del EGP. En algunas comunidades de la región los militares obligaban a todos los vecinos a abandonar sus casas y concentrarse en la cabecera municipal bajo control militar. Unas familias obedecían; otras, se refugiaban en la montaña. A la población maya k'iche' que se refugió en la montaña el Ejército la identificó con la guerrilla y la sometió a un cerco militar, a continuos ataques que imposibilitaron su alimentación, alojamiento y asistencia médica.

### Masacre de La Llorona, El Estor
La Llorona, ubicada a unos 18 kilómetros de El Estor, en el departamento de Izabal (parte de la Franja Transversal del Norte), es una aldea pequeña, con no más de veinte casas. La mayor parte de sus primeros pobladores llegó de las áreas de Senahú y Panzós, Alta Verapaz. En 1981 la población total era de unas 130 personas, todas pertenecientes a la etnia maya q'eqchi'. Pocos habitantes dominaban el castellano y la mayoría trabaja en su propia milpa; prestaban esporádicos servicios a los finqueros locales. En los alrededores se encuentran las aldeas El Bongo, Socela, Benque, Río Pita, Santa María, Plan Grande y Nueva Esperanza. Los conflictos en la zona se relacionaban con la tenencia de la tierra, destacando la incertidumbre sobre los límites territoriales entre fincas y comunidades, y la ausencia de títulos de propiedad. Como en el Instituto Nacional de Transformación Agraria (INTA) no existía registrado un legítimo propietario del terreno que ocupaba La Llorona, la comunidad permanecía en la creencia de que la tierra pertenecía al Estado, por lo que, había iniciado los trámites para obtener el título de propiedad. Sin embargo, un finquero con gran influencia en la zona ocupó parte del terreno, generándose una situación conflictiva entre él y la comunidad; los hombres de la aldea, por iniciativa propia, trazaron un nuevo límite entre los terrenos comunitarios y los del finquero, pero el problema se mantuvo latente.
En la segunda mitad de los años setenta aparecieron las primeras noticias sobre la presencia de la guerrilla en las aldeas, con la aparición del comandante Ramón, hablando con la gente y diciendo que eran del Ejército Guerrillero de los Pobres. Pasaron por muchas aldeas preguntando qué problemas tenía la gente y brindándose a solucionarlos. Decía a los campesinos que la tierra pertenecía a los pobres y que no debían confiar en los finqueros. Ya en 1977, Ramón visitaba con asiduidad la aldea La Llorona y, al constatar que el asunto del terreno estaba causando muchos problemas en la comunidad, reunió a la gente para practicar nuevas mediciones, lo cual hizo que cundiera el temor entre los propietarios agrícolas; ese mismo año, el grupo al mando de Ramón ejecutó arbitrariamente al finquero español José Hernández, cerca de la finca El Recreo, de su propiedad. A raíz de este hecho, se formó un grupo clandestino de mercenarios, apodado como «Guerrilleros de los Ricos», para proteger los intereses de los finqueros; una alta autoridad pública de El Estor organizó el grupo y pagó a sus integrantes, proviniendo la financiación de un importante propietario agrícola. El grupo, irregular, tuvo relación con los comisionados militares de la región y fue aquella alta autoridad de El Estor la que actuó como intermediaria, con los mandos del Ejército, aunque también se produjeron rivalidades mutuas. La asociación clandestina asesinó a varias personas, incluyendo víctimas que no tenían vinculación alguna con grupos insurgentes.
En diciembre de 1978 el líder del grupo del EGP, Ramón, fue capturado por soldados del destacamento militar de El Estor y trasladado a la zona militar de Puerto Barrios; al cabo de dos años regresó a El Estor; pero esta vez como oficial de la G2 del Ejército de Guatemala y formó parte del grupo de soldados que llegó a la aldea. Al atardecer del 28 de septiembre de 1981, un oficial del Ejército, acompañado de cuatro soldados y un comisionado militar, se reunió con cerca de treinta civiles. A las siete de la mañana, más de treinta civiles, la mayoría de Nueva Esperanza, entre los cuales se contaban varios conocidos «informantes» de la Inteligencia militar, acompañados de algunos comisionados militares y de un pequeño grupo de soldados y oficiales del Ejército, se apostaron en los alrededores de La Llorona. Luego, entraron en la aldea. Los civiles y los comisionados ingresaron a doce casas y, de cada una de ellas, fueron sacando a los hombres y los mataron a tiros frente a su casa; los que intentaron huir también fueron muertos. A las mujeres que trataban de proteger a sus esposos les pegaban.  Mientras los comisionados militares y los civiles ejecutaban a los hombres, los soldados sustraían las pertenencias de las víctimas; en menos de media hora, los autores del asalto salieron de la aldea. Las víctimas, catorce en total, quedaron frente a las casas. Las mujeres, pese a haber sido amenazadas de muerte en caso de contar lo sucedido, corrieron hasta la aldea más cercana, el Bongo, para pedir auxilio. Después de unas horas, llegaron con personas que las ayudaron a sepultar los cadáveres. Días más tarde, las viudas, con sus casi sesenta niños huérfanos de padre, fueron acogidas por la parroquia de El Estor durante varios días, hasta que los soldados y las obligaron a volver a su aldea. Dos viudas de los ejecutados el 29 de septiembre establecieron relaciones íntimas con los comisionados militares de El Bongo. Esta situación originó divisiones que aún persisten en la comunidad.
La actividad económica y social se trastocó en la aldea. Las viudas tuvieron que asumir los trabajos que realizaban sus esposos. Debido a su falta de conocimiento en el cultivo de la tierra, cosecharon muy poco maíz y frijol; hubo enfermedades, especialmente entre los niños y los ancianos, no había comida ni ropa. El maestro de la aldea salió, en parte por miedo, pero tampoco valió la pena que se quedara porque los jóvenes tenían que trabajar. Tampoco podían gastar dinero en útiles. La aldea no tuvo maestro en los siguientes cuatro años. Los hechos generaron, finalmente, la desintegración de la comunidad. Algunas mujeres de la aldea sostienen, desde entonces, que sus esposos fueron asesinados por culpa de otros tres que estaban vinculados con la guerrilla y estaban involucrados en el conflicto de tierras.
Según la Comisión para el Esclarecimiento Histórico, el finquero con quien los aldeanos disputaban la tierra aprovechó la situación para apropiarse de otras doce manzanas de terreno.
Finalmente, tras el derrocamiento de Lucas García el 23 de marzo de 1982, subió al poder un triunvirato militar encabezado por el general Efraín Ríos Montt, junto con los coroneles Horacio Maldonado Shaad y Francisco Gordillo. Hacia 1983, se calculaba que el 60% del territorio de Alta Verapaz era propiedad de militares: incluyendo a los expresidentes Kjell Eugenio Laugerud, Fernando Romeo Lucas García.

### Listado de otras masacres perpetradas por el Ejército
El informe de la Recuperación de la Memoria Histórica presenta una lista de cuatrocientas veintidós masacres perpetradas por ambos bandos en conflicto.  Sin embargo, la misma publicación indica que hizo lo mejor que pudo en cuanto a la recabación de información y por lo tanto el listado está incompleto.  Por esta razón aquí se presentan únicamente los casos que también se han documentado en los informes de la Comisión para el Esclarecimiento Histórico.
| N.º | Municipio       | Lugar        | Fecha                 | Descripción |
| --- | --------------- | ------------ | --------------------- | --- |
| 1   | Chajul          | Aldea Ilom   | 23 de marzo de 1982   | A partir de 1981 se generalizó la represión contra los pobladores de Ilom, terminando con la masacre de noventa y seis supuestos guerrilleros frente a sus familias el 23 de marzo de 1982, como parte de la operación «Victoria 82» del ejército. Los soldados llegaron provenientes del destacamento militar ubicado en la finca «La Perla» mientras que los sobrevivientes huyeron y se refugiaron en Comunidades de Población en Resistencia. |
| 2   | Chajul          | Aldea Chel   | 3 de abril de 1982    | Como parte de la operación Victoria 82, elementos del Ejército del destacamento militar ubicado en la finca «La Perla» irrumpieron en la comunidad de Chel, que el ejército había catalogado como «subversiva». El ataque dejó noventa y cinco civiles muertos. |
| 3   | San Juan Cotzal | Aldea Chisis | 13 de febrero de 1982 | Chisís fue un objetivo militar para el ejército, que consideraba que la aldea tenía un simbolismo especial para el EGP y creía que era desde allí se habían planeado y dirigido las principales operaciones que el EGP hizo en la región de Chajul, Cotzal, y Nebaj. En enero de 1982, el EGP atacó el destacamento militar de Cotzal; el ataque duró dos horas y veinte minutos, causando cien bajas militares y veinte bajas guerrilleras. El ejército y las PAC, en venganza, arrasaron Chisis, dejando aproximadamente doscientos civiles muertos. |
| 4   | Nebaj           | Aldea Acul   | Abril de 1982         | Combate contra el EGP que se saldó con diecisiete personas muertas. |

### Listado de masacres perpetradas por el EGP
De acuerdo a un reporte de la revista liberal Crónica, hubo 1258 acciones contra personas civiles e infraestructura de Guatemala, entre los que se cuentan más de doscientos asesinatos, sesenta y ocho secuestros, once atentas contra embajadas y trescientos veintinueve atentados contra poblaciones civiles. Casi todas las masacres de la guerrilla se dieron en 1982 cuando ya imperaba una mayor militarización con presencia generalizada de las PAC en las comunidades; en muchas de ellas, las víctimas refieren la no-colaboración con la guerrilla como causa de la masacre y en algunos casos se dio el antecedente de un ataque previo de PAC.  En las masacres atribuidas a la guerrilla no aparece el uso de delatores, ni concentración de la población, ni la separación por grupos; tampoco se da ningún caso de obligación a participar, ni violaciones, ni masacre repetitiva. No aparecen casos de aldeas arrasadas y muestran una menor tendencia a huida masiva, aunque ésta si se dio en algunos casos. También es más frecuente el uso de listas.
En una publicación del Ejército de Guatemala, se reportan sesenta masacres que habrían sido perpetradas por el EGP, y aduce que las mismas fueron en su mayoría ignoradas por los informes REHMI y de la Comisión para el Esclarecimiento Histórico. También se reporta que a mediados de 1982, treinta y dos miembros del «Frente Guerrillero de la Estrella» fueron fusilados por no izar la bandera del EGP.
| N.º | Departamento  | Municipio             | Lugar                                      | Fecha                 | Descripción |
| --- | ------------- | --------------------- | ------------------------------------------ | --------------------- | --- |
| 1   | Alta Verapaz  |                       | Salacuín                                   | mayo de 1982          | El EGP incursionó en la aldea, en donde arrasaron la localidad y asesinaron a veinte campesinos. |
| 2   | Alta Verapaz  | San Cristóbal Verapaz | Caserío El Conguito Aldea Las Pacayas      | 1981                  | |
| 3   | Alta Verapaz  | San Cristóbal Verapaz | Aldea Sanimtakaj                           | 1980                  | |
| 4   | Alta Verapaz  | Chisec                | Finca San Miguel Sechochoch                | marzo de 1982         | |
| 5   | Huehuetenango | San Miguel Acatán     | Cabecera municipal                         | Desconocida           | |
| 6   | El Quiché     | Chajul                | Chacalté                                   | Junio de 1982         | Ataque contra la «banda reaccionaria» de las PAC de Chacalté, que recién se habían formado en marzo y eran fieles al ejército tras desengañarse de las promesas de la guerrilla. Resultó en 55 civiles muertos. |
| 7   | El Quiché     | Santa Cruz del Quiché | Cabecera municipal                         | julio de 1982         | |
| 8   | El Quiché     | Santa Cruz del Quiché | Caserío Chuacaman Aldea El Carmen Chitatul | diciembre de 1982     | |
| 9   | El Quiché     | Santa Cruz del Quiché | Aldea La Estancia                          | agosto de 1981        | |
| 10  | El Quiché     | Santa Cruz del Quiché | Aldea Xesic                                | 1981                  | |
| 11  | El Quiché     | Santa Cruz del Quiché | Patzité                                    | septiembre de 1981    | |
| 12  | El Quiché     | Uspantán              | Aldea Lancetillo                           | septiembre de 1982    | |
| 13  | El Quiché     | Uspantán              | Aldea La Taña                              | marzo de 1982         | |
| 14  | El Quiché     | Uspantán              | Aldea Calapté                              | 17 de febrero de 1982 | Hubo 42 víctimas mortales, que fueron asesinados a machetazos. |
| 15  | El Quiché     | Sacapulas             | Aldea Tzununul                             | febrero de 1982       | |
| 16  | El Quiché     | Sacapulas             | Aldea Salinas Magdalena                    | agosto de 1982        | |
| 17  | El Quiché     | Chicamán              | Aldea Rosario Monte María                  | octubre de 1982       | |

### Masacre de Chisec en 1995
Otra masacre en la Franja Transversal del Norte ocurrió en la comunidad «Aurora 8 de Octubre», que se encuentra entre los municipios de Chisec e Ixcan del departamento de Quiche y en donde en octubre de 1994 refugiados retornados llegaron a la finca Xama'n, finca que había sido propiedad del expresidente general Kjell Eugenio Laugerud. Los refugiados negociaron su llegada con las cuarenta familias que habitaban la finca y la compartieron con ellas. De acuerdo con el propio ejército, en aquellos años la estrategia contrainsurgente de «tierra arrasada» llevó a la destrucción de cuatrocientos cuarenta aldeas.
El 5 de octubre de 1995, a mediodía, una patrulla del ejército entró a los terrenos de la cooperativa y luego de breves palabras con los pobladores, abrió fuego, matando ahí mismo a diez personas dos mujeres, dos niños y seis hombres e hiriendo por lo menos a otras trece. La masacre fue la más grave ocurrida en el país desde la matanza de trece indígenas en Santiago Atitlán, Sololá, en 1990: Veintiséis soldados entraron en los terrenos pertenecientes a la cooperativa y luego de un intercambio de palabras empezaron a disparar. El 8 de octubre, el ministro de Defensa, general Mario René Enríquez, renunció de su cargo y el presidente Ramiro de León Carpio nombró en su lugar al general Marco Antonio González Taracena, que fungía como jefe del Estado Mayor de la Defensa Nacional y era el representante del ejército en las negociaciones de paz.

## sigloXXI

### Producción petrolera
Tras la guerra civil, la FTN quedó en el abandono, pero la exploración petrolera continuó. Para 2013, la empresa Citation Resources, que posee el 60% de la compañía Latin American Resources Ltd. que opera en Guatemala, reportó lo siguiente acerca de sus campos petroleros de Atzam Oil, localizado en las selvas de Ixcán:
- Produciendo actualmente; se han definido oportunidades para perforar y hay una gran posibilidad de aumentar la exploración.
- Infraestructura operaciones y equipo ya instalados.
- Más de setenta y siete mil acres para explorar en el block 1-2005 dentro de la zona de Petén Sur en Guatemala.
- La producción en Atzam 4 se inició en junio de 2013, y Atzam 5 en octubre de 2013.
- Ya existen negociaciones para vender el 100% del producto.
- Equipo de superficie fue actualizado en el último trimestre de 2013.
- La producción en 2013 era de aproximadamente ochocientos barriles diarios.[58]

El manejo del área es así:
- De acuerdo a la Constitución de Guatemala, el Estado de ese país centroamericano es el propietario de todos los recursos naturales que hay en el subsuelo, mientras que los dueños de las propiedades en la superficie controlan la superficie y los derechos de acceso al terreno.[59]
- Guatemala tiene un ambiente favorable para inversión petrolera:
  - Ganancia básica de 20%, la cual aumenta con la calidad del petróleo extraído
  - 31% de impuestos corporativos
  - Las empresas pueden recuperar el 100% del los gastos de capital.[59]

El petróleo extraído del área es de alta calidad, con 32°-38°API, localizado a poca profundidad —de 800 a 1300 metros— y los pozos están localizados a menos de veinte kilómetros de Rubelsanto, el campo petrolero original en el área.

### Construcción de autopista
El proyecto vial de la FTN fue diseñado por primera vez en los años setenta; sin embargo, no fue hasta 2005 y 2006, respectivamente, cuando fueron aprobados el Decreto 88-2005 -Ley para la Ejecución del Proyecto Vial denominado Franja Transversal del Norte- y el Acuerdo Gubernativo 35-2006 -el reglamento que regula operativamente la Ley-, bases jurídicas para la licitación pública internacional de los trabajos de ampliación y pavimentación de la carretera, de unos 336 km, entre la localidad Modesto Méndez, municipio de Livingston (Izabal) hasta la finca La Trinidad, municipio de Nentón (Huehuetenango).  La carretera tiene una longitud de 362 kilómetros con 25 metros de ancho y 12.5 metros a cada lado de la línea central. 
El proyecto se traduce, en parte, en un mejoramiento de la vía ya existente, mientras en otros tramos conlleva la construcción de conexión vial donde no hay ningún tipo de vía. Su objetivo oficial es incentivar el desarrollo económico y social, por medio de la inversión y productividad de capital privado, favoreciendo el desarrollo agroindustrial y turístico de la zona.
La empresa constructora fue Solel Boneh Internacional (SBI), a la que se adjudicó en 2007 el contrato de la obra —valorada en 672 millones USD (unos Q 5.107,2 millones)— y que constituyó en marzo de ese año el consorcio Solel Boneh FTN S.A.; fue la única empresa que participó en la licitación. La financiación del proyecto vial de la FTN se logró con el Banco Centroamericano de Integración Económica (BCIE).
El 13 de noviembre de 2007, cuando se hizo un análisis de los aspectos legales, técnicos, financieros y de la oferta económica, por lo que se les había adjudicado la licitación e incluso se había firmado un contrato el 14 de junio de 2007, se interrumpió el proceso debido a una acción de inconstitucionalidad y de ajuste, hubo una solicitud del contratista indicando que había fluctuación de precios, por lo que esto tendría que tomarse en cuenta, ya que los costos podrían elevarse.
Durante las obras en Huehuetenango, en 2010, numerosas comunidades fueron muy críticas con la manera en que los municipios de Nentón, San Mateo Ixtatán y Barillas solicitaron varias veces la suspensión de los trabajos en el área porque las comunidades eran afectadas por la ocupación de sus tierras y provocación de daños a los recursos naturales y al entorno ecológico, que llega con 
mega proyectos como la carretera. Las comunidades manifestaron su inconformidad con el proyecto, porque si el mismo fue declarado de interés público, en ningún momento se consultó a las comunidades. Estos planteamientos fueron luego compartidos por comunidades y organizaciones propias de los pueblos indígenas en los demás departamentos que atraviesa la FTN.
En ninguno de los estudios recientes se menciona la extracción de petróleo ni los recursos minerales, y únicamente se indican los daños ecológicos y patrimoniales de las comunidades.

### Cultivo de palma africana

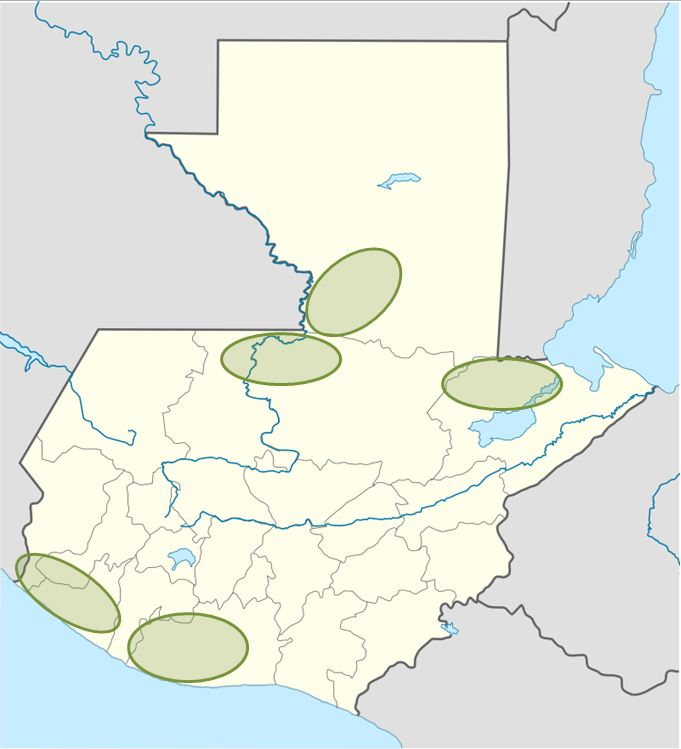
Áreas de cultivo de palma africana en Guatemala en 2014.

Satisfacer la demanda de aceites y grasas comestibles del mercado interno y parte del mercado externo ayuda a explicar por qué el aceite de palma ganó terreno desplazando otros aceites, lo que ha conducido al surgimiento de nuevas empresas asociadas a grandes capitales, en una nueva fase inversionista que se observa particularmente en los territorios que conforman la Franja Transversal del Norte. Convertirse en uno de los principales países agroexportadores de aceite de palma es el objetivo que ha motivado que las empresas palmeras se hayan enfrascado en una etapa de creciente producción, pese a la tendencia decreciente del precio internacional de ese aceite. El área de mayor dinamismo se observa en los municipios de Chisec y Cobán, Alta Verapaz; Ixcán, Quiché, y Sayaxché, Petén, donde opera Palmas del Ixcán, S.A. (PALIX), con plantaciones propias y productores independientes. Algo parecido ocurre en los municipios de Fray Bartolomé de Las Casas y Chahal, Alta Verapaz; El Estor y Livingston, Izabal; y San Luis (Petén), Petén, donde la empresa Naturaceites se ha posicionado.
La lógica para introducir la palma africana proviene de la sustitución gradual de las plantaciones de algodón en la zona. ltivo del algodón. A partir de la década de 1990 uno de los principales productores de algodón de Guatemala, la familia Molina Espinoza, comenzó a reconvertir zonas algodoneras y ganaderas de su propiedad, en plantaciones de palma africana. Con la destrucción de plantaciones bananeras en Izaba  debido a huracanes, otros grupos empresariales como Agroamérica, de la familia Bolaños Valle, y Naturaceites -antes INDESA-, de la familia Maegli-Müeller, sustituyeron parte del cultivo de banano por el de palma africana. Los inversionistas en palma africana ampliaron sus plantaciones desde la costa sur hacia el norte del país, adquiriendo tierras en la Franja Transversal del Norte y Petén; para 2014 se estimó que el área sembrada de palma africana tenía una extensión de ciento treinta mil hectáreas.  El proyecto se fundó exclusivamente para la producción de agrodiésel de palma, el cual se vendería como materia prima bajo contrato a Green Earth Fuels (GEF) para su procesamiento y posterior transformación en plantas en los Estados Unidos.
La empresa Green Earth Fuels se caracteriza por ser una productora de agrocombustibles de materias primas agrícolas diferentes; originalemtne, en la empresa PALIX los únicos socios eran GEF (99,999 %) y el empresario guatemalteco José Miguel Enrique Arriola Fuxet (0,001 %) con un capital inicial de 29.4 millones USD. Pero en 2010 Arriola Fuxet se retiró como socio quedando la empresa completamente en manos de estadounidenses. El proyecto se perfilaba como una mega inversión en agrodiésel de palma, que aprovecharía las ventajas que le representaba el asfaltado de la carretera de la FTN, que estaba en marcha desde el gobierno de Óscar Berger Perdomo y que la conectaría con el puerto de Santo Tomás de Castilla.  Pero la caída de los precios del aceite de palma y la prohibición en Estados Unidos del uso de aceite de palma para la producción de agrodiésel -debido a la presión de los productores de maíz de ese país- condujeron a que GEF se retirara del proyecto.
Tras el retiro de GEF PALIX pasó a ser parte del grupo Tecún de la familia Maegli-Müeller, quienes también poseen la empresa Naturaceites que tiene plantaciones de palma africana en Fray Bartolomé de las Casas y Chahal en Alta verapaz, en Livingston y El Estor, Izabal y en San Luis, Petén. En 2014, en la frontera entre Guatemala y México delimitada por el río Salinas, PALIX tiene sus una de sus plantaciones en la comunidad de La Soledad; en el área de Ixcán hay productores independientes de palma en la región bordeada por el río Chixoy y la frontera con México, en donde se encuentran las comunidades de Vista Hermosa, Providencia, Santa Cruz y Laz Flores; finalmente, en el área petrolera de Rubelsanto - por donde pasa la carretera de la FTN- alberga a pequeños productores independientes y se encuentran las grandes plantaciones de PALIX y de otras empresas asociadas.  Existen denuncias por contaminación en el río El Jute que pasa por la finca Chiriviscal en la carretera de la FTN.

#### Finca Sebol
La mayor parte del antiguo Sebol —una finca de aproximadamente cien caballerías— pasó a propiedad de un violento narcotraficante de apellido Turcios, quien habría sido financista de la Álvaro Colom en las Elecciones generales de Guatemala de 2007. Pero cuando Turcios fue extraditado a los Estados Unidos, la finca habría pasado a ser propiedad de la entonces vicepresidente de Guatemala Roxana Baldetti, por medio de testaferros.

## Ubicación geográfica
| Noroeste: Chiapas, estado de México | Norte: Petén, departamento de Guatemala · Belice                                 |                           |
| Oeste: Chiapas, estado de México    |                                                                                  | Este: Mar Caribe Honduras |
|                                     | Sur: San Marcos, Sacapulas, Baja Verapaz, Chiquimula, departamentos de Guatemala |                           |

### Multimedia
- Documental fílmico de The Field Museum sobre Guatemala durante el gobierno de Jorge Ubico en 1934:
  1. Parte 1: United Fruit Company en Izabal
  2. Parte 2: Antigua Guatemala, Chinautla, Chichicastenango y Lago de Atitlán
  3. Parte 3: Finca cafetalera de propietarios alemanes
  4. Parte 4: United Fruit Company en Tiquisate
- Documental fílmico de Guatemala durante el gobierno de Juan José Arévalo:
  1. Parte 1: Ciudad de Guatemala
  2. Parte 2: Lago de Atitlán
  3. Parte 3: Chichicastenango, El Quiché, y Lago de Atitlán
  4. Parte 4: El Quiché, Vistas aéreas de Guatemala, Ciudad de Guatemala, Aeropuerto Internacional La Aurora y Alta Verapaz
  5. Parte 5: Alta Verapaz, Travesía río Polochic-lago de Izabal-río Dulce, Livingston e instalaciones de la United Fruit Company en Puerto Barrios
  6. Parte 6: IRCA: Viaje de Bananera a Palín
  7. Parte 7: IRCA: Viaje Palín-Retalhuleu-Ciudad de Guatemala
- Documental de Guatevisión de presunta contaminación del río el Jute por PALIX: Documental de Guatevisión

- Datos: Q18417561